# Flashback (film, 1990)
Ne doit pas être confondu avec Flashback (film, 1969).
Pour les articles homonymes, voir Flashback (homonymie).
Pour plus de détails, voir Fiche technique et Distribution.
Flashback est un film américain réalisé par  Franco Amurri, sorti en 1990.

## Synopsis
John Buckner, un jeune et talentueux agent du FBI, plutôt style yuppie des années 1980, a pour mission de présenter Huey Walker, un farceur de grande renommée, plutôt style années 1960, à une cour de justice pour y être jugé.
Ce qui ne devait être qu'une simple mission de routine va très vite se transformer en un périple rocambolesque…

## Fiche technique
- Titre : Flashback
- Réalisation : Franco Amurri
- Scénario : David Loughery
- Musique : Barry Goldberg
- Photographie : Stefan Czapsky
- Montage : Carroll Timothy O'Meara
- Production : Marvin Worth
- Sociétés de production : 60/80 Productions & Paramount Pictures
- Société de distribution : Paramount Pictures
- Pays :  États-Unis
- Genre : Comédie policière
- Langue : Anglais
- Format : Couleur - Dolby - 35 mm - 1.85:1
- Durée : 108 min

## Distribution
- Dennis Hopper : Huey Walker
- Kiefer Sutherland : John Buckner
- Carol Kane : Maggie
- Paul Dooley : Stark
- Cliff De Young : Le shérif Hightower
- Richard Masur : Barry
- Michael McKean : Hal
- Kathleen York : Sparkle
- Tom O'Brien (en) : Phil Prager

## Clin d'œil
- Lors de sa conversation dans le bar, Dennis Hopper alias Huey Walker fait référence au film Easy Rider en prétendant qu'il ne suffit pas de le louer pour être un rebelle, film réalisé... par ses soins en 1969.